# Гиповолемический шок
Гиповолеми́ческий (иногда дегидратацио́нный) шок — неотложное патологическое состояние, обусловленное быстрым уменьшением объёма циркулирующей крови в результате быстрой потери воды и электролитов при неукротимой рвоте или профузной диарее вследствие осложнения некоторых инфекционных болезней (например, холера и ротавирус), являясь компенсаторным механизмом, обеспечивает нормальное кровоснабжение главных внутренних органов в условиях недостаточного объёма крови и острых нарушений обмена веществ.

## Причины
Существует четыре основных причины развития гиповолемического шока: безвозвратная потеря крови при кровотечениях; безвозвратная потеря плазмы при травмах и патологических состояниях; депонирование (скопление) большого количества крови в капиллярах; потеря большого количества изотонической жидкости при рвоте и диарее. Причиной безвозвратной потери крови может стать наружное или внутреннее кровотечение в результате травмы или оперативного вмешательства, желудочно-кишечное кровотечение, а также секвестрация крови в поврежденных мягких тканях или в области перелома.
Потеря большого количества плазмы характерна для обширных ожогов. Причиной потери плазмоподобной жидкости становится её скопление в просвете кишечника и брюшной полости при перитоните, панкреатите и кишечной непроходимости. Депонирование большого количества крови в капиллярах наблюдается при травмах (травматический шок) и некоторых инфекционных заболеваниях. Массивная потеря изотонической жидкости в результате рвоты и/или диареи возникает при острых кишечных инфекциях: холере, гастроэнтеритах различной этиологии, стафилококковой интоксикации, гастроинтестинальных формах сальмонеллеза.

## Патогенез
Кровь в организме человека находится в двух функциональных «состояниях». Первое — циркулирующая кровь (80-90 % от всего объёма), доставляющая кислород и питательные вещества к тканям. Второе — своеобразный запас, не участвующий в общем кровотоке. Эта часть крови находится в костях, печени и селезенке. Её функция — поддержание необходимого объёма крови в экстремальных ситуациях, связанных с внезапной потерей значительной части объёма циркулирующей крови (ОЦК). При уменьшении объёма крови происходит раздражение барорецепторов, и депонированная кровь «выбрасывается» в общий кровоток. Если этого оказывается недостаточно, срабатывает механизм, призванный защитить и сохранить головной мозг, сердце и легкие. Периферические сосуды (сосуды, снабжающие кровью конечности и «менее важные» органы) сужаются, и кровь продолжает активно циркулировать только в жизненно важных органах.
Если недостаток кровообращения не удается скомпенсировать, централизация ещё больше усиливается, спазм периферических сосудов нарастает. В последующем из-за истощения этого механизма спазм сменяется параличом сосудистой стенки и резкой дилатацией (расширением) сосудов. В результате значительная часть циркулирующей крови перемещается в периферические отделы, что ведет к усугублению недостаточности кровоснабжения жизненно важных органов. Эти процессы сопровождаются грубыми нарушениями всех видов тканевого обмена.
Выделяют три фазы развития гиповолемического шока: дефицит объёма циркулирующей крови, стимуляция симпатоадреналовой системы и собственно шок.
1 фаза — дефицит ОЦК. Из-за дефицита объёма крови уменьшается венозный приток к сердцу, снижается центральное венозное давление и ударный объём сердца. Жидкость, ранее находившаяся в тканях, компенсаторно перемещается в капилляры.
2 фаза — стимуляция симпатоадреналовой системы. Раздражение барорецепторов стимулирует резкое повышение секреции катехоламинов. Содержание адреналина в крови увеличивается в сотни раз, норадреналина — в десятки раз. Благодаря стимуляции бета-адренергических рецепторов увеличивается тонус сосудов, сократительная способность миокарда и частота сердечных сокращений. Селезенка, вены в скелетных мышцах, коже и почках сокращаются. Таким образом, организму удается поддержать артериальное и центральное венозное давление, обеспечить кровообращение в сердце и мозге за счет ухудшения кровоснабжения кожи, почек, мышечной системы и органов, иннервируемых блуждающим нервом (кишечника, поджелудочной железы, печени). В течение короткого промежутка времени этот механизм эффективен, при быстром восстановлении ОЦК следует выздоровление. Если же дефицит объёма крови сохраняется, в дальнейшем на первый план выходят последствия продолжительной ишемии органов и тканей. Спазм периферических сосудов сменяется параличом, большой объём жидкости из сосудов переходит в ткани, что влечет за собой резкое снижение ОЦК в условиях начального дефицита количества крови.
3 фаза — собственно гиповолемический шок. Дефицит ОЦК прогрессирует, венозный возврат и наполнение сердца уменьшаются, АД снижается. Все органы, включая жизненно важные, не получают необходимого количества кислорода и питательных веществ, возникает полиорганная недостаточность.
Ишемия органов и тканей при гиповолемическом шоке развивается в определённой последовательности. Сначала страдает кожа, затем — скелетные мышцы и почки, потом — органы брюшной полости, а на заключительном этапе — легкие, сердце и мозг.

## Классификация
Для оценки состояния больного и определения степени гиповолемического шока в травматологии и ортопедии широко используется классификация американской коллегии хирургов.
Потеря не более 15 % ОЦК — если больной находится в горизонтальном положении, симптомы кровопотери отсутствуют. Единственным признаком начинающегося гиповолемического шока может быть увеличение ЧСС более, чем на 20 в мин. при переходе пациента в вертикальное положение.
Потеря 20-25 % ОЦК — незначительное снижение АД и учащение пульса. При этом систолическое давление не ниже 100 мм рт. ст., пульс не более 100—110 уд/мин. В лежачем положении АД может соответствовать норме.
Потеря 30-40 % ОЦК — снижение АД ниже 100 мм рт. ст. в положении лежа, пульс более 100 уд/мин, бледность и похолодание кожных покровов, олигурия.
Потеря более 40 % ОЦК — кожные покровы холодные, бледные, отмечается мраморность кожи. АД снижено, пульс на периферических артериях отсутствует. Сознание нарушено, возможна кома.

## Лечение
Гиповолемический шок — неотложное состояние, требующее срочного медицинского вмешательства. Пациент должен быть экстренно госпитализирован в хирургический стационар.
Основная задача на начальном этапе терапии — обеспечить достаточное кровоснабжение жизненно важных органов, устранить дыхательную и циркуляторную гипоксию. Выполняют катетеризацию центральной вены (при значительном уменьшении ОЦК проводят катетеризацию двух или трех вен). Пациенту с гиповолемическим шоком вводят декстрозу, кристаллоидные и полиионные растворы. Скорость введения должна обеспечить максимально быструю стабилизацию АД и его поддержание на уровне не ниже 70 мм рт. ст. При отсутствии эффекта от перечисленных препаратов проводят инфузию декстрана, желатина, гидроксиэтилкрахмала и других синтетических плазмозаменителей.
Если гемодинамические показатели не стабилизируются, производят внутривенное введение симпатомиметиков (норэпинефрина, фенилэфрина, допамина). Одновременно выполняют ингаляции воздушно-кислородной смесью. По показаниям проводят ИВЛ. После определения причины снижения ОЦК выполняют хирургический гемостаз и другие мероприятия, направленные на предотвращение дальнейшего уменьшения объёма крови. Корректируют гемическую гипоксию, производя инфузии компонентов крови и натуральных коллоидных растворов (протеина, альбумина).